# Bästa västern
Bästa västern, bokserie med westernböcker i pocketformat utgiven av Wahlströms bokförlag. Serien är en reprisserie, dvs samtliga titlar har förekommit i andra Wahlströms-serier.
| Volym | Titel                | Författare          | Utgivningsår |
| ----- | -------------------- | ------------------- | ------------ |
| 2     | Liv för liv          | Louis L'Amour       | 1970         |
| 15    | Vredens väg          | ?                   | ?            |
| 24    | Sla hart             | Louis L'Amour       | 1974         |
| 33    | Det vilda gänget     | Brian Fox           | ?            |
| 34    | Den grymma jakten    | Louis L'Amour       | 1975         |
| 35    | Förföljaren          | Richard Telfair     | 1975         |
| 36    | Den vilda dalen      | Louis L'Amour       | 1975         |
| 38    | Djävulsklyftan       | Louis L'Amour       | 1975         |
| 44    | De ska dö            | Louis L'Amour       | 1976         |
| 45    | Sheriff utan stjärna | Joe Millard         | 1976         |
| 48    | Bröderna Sackett     | Louis L'Amour       | 1977         |
| 51    | Fargo en farlig man  | John Benteen        | 1977         |
| 52    | Skoningslös jakt     | Gordon D. Shirreffs | 1977         |
| 60    | Fargo en hård man    | E. M. Parsons       | ?            |
| 67    | Laglös stad          | Cleeve Banner       | ?            |
| 73    | Jagad av alla        | Brad Cordell        | 1980         |
| 74    | Utmanaren            | Matt Weston         | ?            |
| 82    | Blodig strid         | George G. Gilman    | 1981         |
| 83    | Duell i laglös stad  | Ben Jefferson       | 1982         |
| 85    | De laglösas hämnd    | Thane Docker        | 1982         |
| 90    | Duellen i Liberty    | John Shelley        | 1982         |
| 115   | Duellen i Hammerhead | C. Kay              | 1986         |
| 116   | Västerns överman     | Frank Gruber        | ?            |
| 133   | Skuggor över dalen   | Alex Hawk           | ?            |
| 135   | Skjut honom          | Dudley Dean         | ?            |
| 136   | De hårdhjärtade      | Roe Richmond        | ?            |